# Перевод Библии на дзонг-кэ

Районы Бутана, в которых говорят на языке дзонг-кэ, выделены жёлтым цветом.

Переводы Библии на дзонг-кэ — это переводы Библии на дзонг-кэ и другие языки Бутана, независимой страны у подножия Восточных Гималаев.

## Дзонг-кэ
Дзонг-кэ — национальный язык Бутана. Он родственен тибетскому языку и использует тибетский алфавит.
Доступна Библия на дзонг-кэ, переведённая с новой версии короля Якова. Она представлена в виде объединённой книги Ветхого и Нового Завета, только Нового Завета и Нового Завета с Псалмами и Притчами.
Также ведётся новый перевод Ветхого Завета на язык дзонг-кэ. Этот перевод основан на оригинальном еврейском тексте. Он доступен в виде приложения для Android и iOS.

## Другие языки
В Бутане используются двадцать четыре языка, включая дзонг-кэ преимущественно на западе, цангла на востоке и непальский на юге. Библия на цангла ещё не опубликована.